# 舍宁根
舍宁根（德語：Schöningen，發音：[ˈʃøːnɪŋən] ⓘ）是德国下萨克森州黑尔姆施泰特县的城市，面积35.47平方千米，2023年12月31日人口为11,167人。